# Беджиховиці (Опольське воєводство)
Беджиховиці (пол. Biedrzychowice) — село в Польщі, у гміні Ґлоґувек Прудницького повіту Опольського воєводства.
Населення — 788 осіб (2011).

## Демографія
Демографічна структура станом на 31 березня 2011 року:
|          | Загалом | Допрацездатний вік | Працездатний вік | Постпрацездатний вік |
| -------- | ------- | ------------------ | ---------------- | -------------------- |
| Чоловіки | 390     | 80                 | 248              | 62                   |
| Жінки    | 398     | 64                 | 236              | 98                   |
| Разом    | 788     | 144                | 484              | 160                  |